# Шелепихинская набережная
Шелепи́хинская на́бережная — набережная на левом берегу Москвы-реки на западе Москвы в Хорошёво-Мнёвниках и Пресненском районе, от Мукомольного проезда.

## Происхождение названия
Набережная расположена на левом берегу Москвы реки на месте бывшего села Шелепиха; названа в 1965 году.

## Описание
Шелепихинская набережная начинается у берега Москвы-реки между мостом Третьего транспортного кольца и железнодорожным Белорусским мостом, проходит на северо-запад вверх по течению под Белорусским мостом, пересекает Мукомольный проезд, проходит под Шелепихинским мостом, соединяющим Шмитовский проезд и Большую Филёвскую улицу, пересекает Причальный проезд и заканчивается в промышленной зоне.

## Учреждения и организации
- Дом 2а — Московский государственный психолого-педагогический университет (МГППУ);
- Дом 4, корпус 2 — детский сад № 1929;
- Дом 8а — Всероссийская организация интеллектуальной собственности (ВОИС);
- Дом 12 — поликлиника № 76;
- Дом 12, корпус 2 — детский сад № 2009;
- Дом 16 — отделение связи № 290-Д-123290; Церковь евангельских христиан-баптистов на Шелепихе; Международное библейское общество (Российское отделение);
- Дом 32 — издательство «Русская редакция»

## Транспорт
- Автобусы № 155, с344.